# Kiruna finsktalande kulturorganisation
Kiruna finsktalande kulturorganisation är en kulturorganisation bildad 1 januari 1929. Syftet med verksamheten var framförallt att skapa en politisk medvetenhet bland finsktalande människor i Kiruna. Vilket framgår ur stadgarna: 
”Samla Norrbottens finsktalande befolkning för främjande av skolnings- och uppfostringsarbete samt för höjandet av allmänbildning och medvetenheten genom att anordna aftonföreställningar och nöjes tillställningar, föreläsningar, kurser, kultur och konstföreläsningar samt teater; höja befordra samt bevaka arbetarklassens moraliska och praktiska förverkligande av den politiska och ekonomiska jämlikhetens principer” 
Föreningen syftade även till att bevara det finska språket och utgav en egen tidning (Tiedonantaja) med Fritjof Parkalombolo som redaktör. Därutöver anordnades bland annat studiecirklar, dans, fester och teaterföreställningar men även idrottsevenemang. 
Kiruna finsktalande kulturorganisation upplöstes 1960 efter över 30 års verksamhet. 